# John Fuller
John Michael Fleetwood Fuller (ur. 21 października 1864 w Corsham, zm. 4 września 1915 w Atworth) – brytyjski polityk, członek Partii Liberalnej, w latach 1900-1911 członek Izby Gmin, od 1911 do 1913 gubernator Wiktorii.

## Życiorys
Był synem George'a Fullera, posiadacza ziemskiego z hrabstwa Wiltshire, który przez dziesięć lat (1885-1895) zasiadał w Izbie Gmin. Ukończył studia historyczne w Christ Church w Oksfordzie, po czym wyruszył w kilkuletnią podróż po świecie, w czasie której m.in. przebywał w Indiach, gdzie był adiutantem wicekróla. Pod koniec XIX wieku trzykrotnie bez powodzenia kandydował do Izby Gmin, ostatecznie w 1900 udało mu się wywalczyć mandat parlamentarny w okręgu wyborczym Westbury. W latach 1906–1907 był jednym z tzw. młodszych lordów skarbu, zaś od 1907 do 1911 zajmował stanowisko wiceszambelana Dworu Królewskiego.
W 1911 otrzymał w dużej mierze ceremonialny urząd gubernatora australijskiego stanu Wiktoria. Zrezygnował z niego już po dwóch latach, zamiast zwyczajowych czterech lub pięciu, ze względu na sytuację rodzinną. Fuller był ojcem szóstki dorastających dzieci, które chciał kształcić w Wielkiej Brytanii. Oczekiwał od Ministerstwa ds. Kolonii długich urlopów na załatwianie spraw rodzinnych w Anglii, na co ministerstwo zgadzało się z najwyższą niechęcią. Dodatkowo systematycznie pogarszał się też stan jego zdrowia. Zmarł w swoim domu w hrabstwie Wiltshire w wieku zaledwie 50 lat.

## Tytuły i odznaczenia
W 1910 został kreowany baronetem, zaś w 1911 otrzymał Order św. Michała i św. Jerzego klasy Rycerz Komandor.